# Mikio Oda
Pour les articles homonymes, voir Oda (homonymie).
Mikio Oda (né le 30 mars 1905 dans le District d'Aki (Hiroshima) et mort le 2 décembre 1998) est un ancien athlète japonais.
Sa discipline de prédilection était le triple saut mais il disputait également les compétitions de saut en longueur et de saut en hauteur. Il prit part aux Jeux olympiques de 1924 (6ème du triple) 1928 (1er du triple) et 1932 (12ème du triple) à ces trois épreuves. En 1928, à Amsterdam, il décroche le titre olympique en triple saut grâce à un saut à 15,21m. Trois ans plus tard, il établit un nouveau record du monde avec un bond à 15,58 m. Mikio Oda était soutenu par des amis tels que Yoshio Okita, Chuhei Nanbu, et Shuhei Nishida, du club d'athlétisme de Waseda. Nishida  a rejoint le club d'athlétisme où il a travaillé dur sous la vigilance de Mikio Oda, pour améliorer ses capacités compétitives. Il remportera deux médailles d'argent consécutives au saut à la perche en 1932 puis aux Jeux olympiques d'été de 1936 à Berlin.
Il est diplômé de l'université Waseda.
Lors des Jeux olympiques de 1964 disputés à Tokyo, un hommage lui est rendu lorsque le drapeau olympique est hissé à une hauteur de 15,21m. En 2000, Oda a été élu meilleur athlète asiatique du XXe siècle. Il est inhumé au cimetière de Kamakura.

## Jeux olympiques
- Jeux olympiques d'été de 1928 à Amsterdam  Pays-Bas:
  -  Médaille d'or en Triple Saut.